# Gentile da Matelica

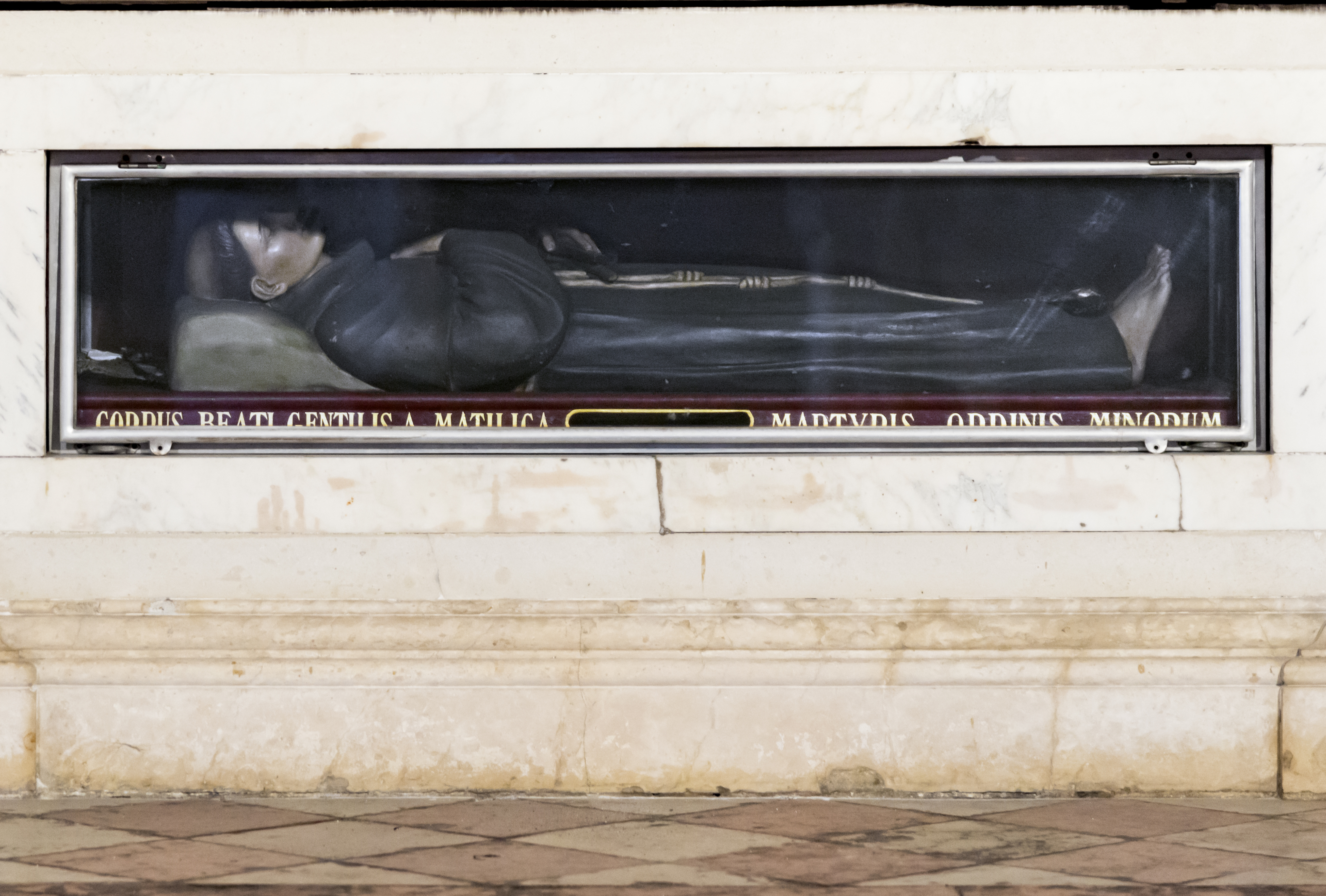
Beato Gentile da Matelica. Tomba nella Basilica di Santa Maria Gloriosa dei Frari in Venezia

Gentile, noto come Gentile da Matelica (Matelica, 1290 – Tabriz, 5 settembre 1340), è stato un religioso e missionario italiano appartenente all'Ordine dei frati minori.

## Biografia
Divenuto frate francescano, aderì a coloro che volevano un'osservanza più integrale della Regola, cioè consideravano per un'autentica sequela di san Francesco d'Assisi necessaria la scelta dell'uso povero dei beni e non soltanto l'uso di fatto. Inizialmente si ritirò a vita eremitica e solo in un secondo momento andò missionario tra i saraceni prima in Egitto e poi nel 1321 circa in Persia a Tabriz dove in quegli anni vi erano i frati Minori Tommaso da Tolentino e Pietro da Siena. Vi morì il 5 settembre 1340. Il suo corpo fu portato dal diplomatico e futuro doge di Venezia Marco Corner a Venezia, dove ancora oggi la sua tomba è nella Basilica di Santa Maria Gloriosa dei Frari. Venerato come beato dai francescani il 5 settembre, il suo culto fu riconosciuto nel 1795 mediante la concessione, di papa Pio VI, di celebrarne la festa.

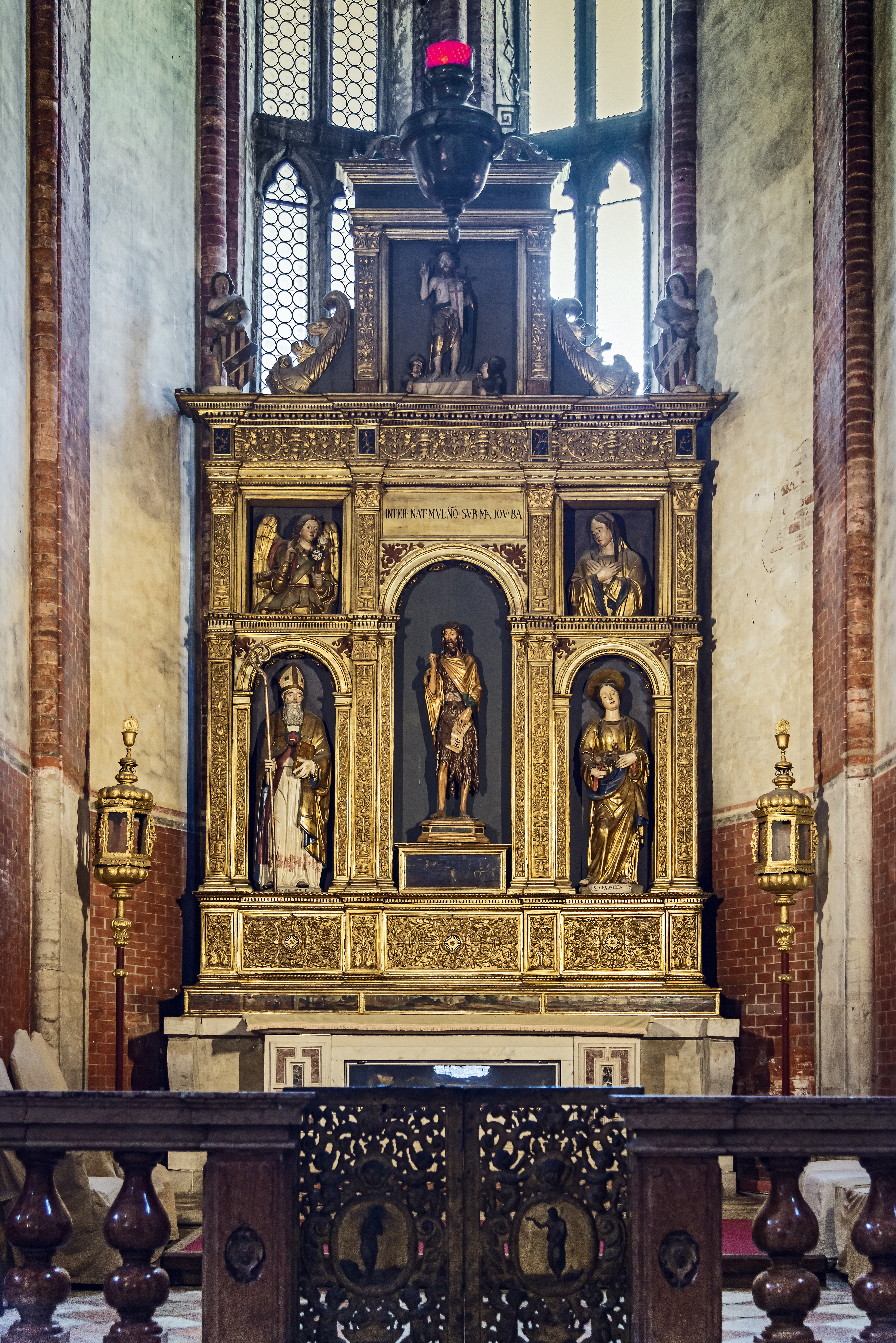
La cappella di San Giovani Evangelista (Basilica di Santa Maria Gloriosa dei Frari, Venezia) nel cui altare riposa la reliquia del beato